# Eros patruelis
Eros patruelis là một loài bọ cánh cứng trong họ Lycidae. Loài này được Kirsch miêu tả khoa học năm 1873.